# Altobello Persio
Altobello Persio (Montescaglioso, 1507 – Matera, 15 marzo 1593) è stato uno scultore italiano.

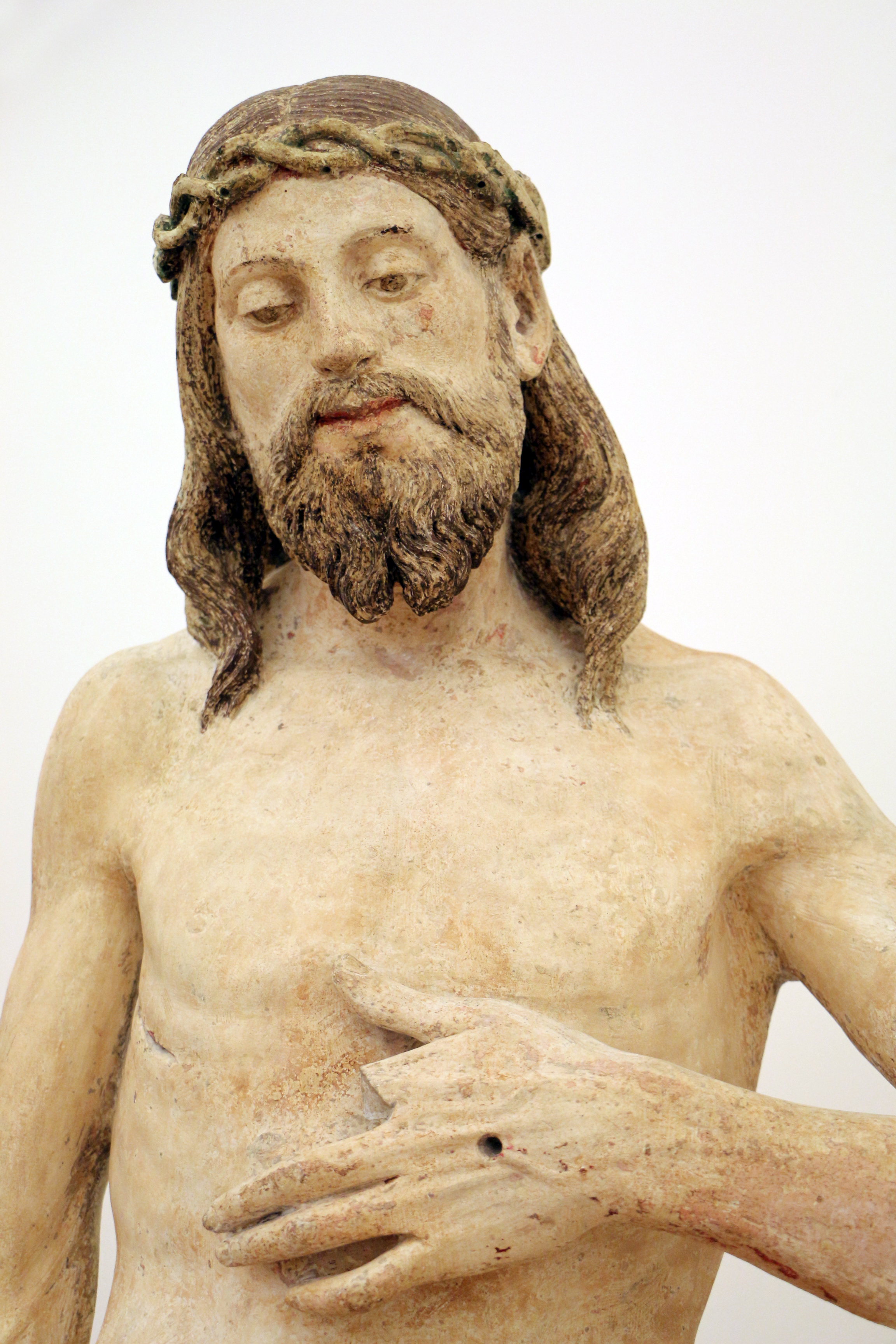
Cristo risorto, 1540, Matera. Basilica Cattedrale. Cappella di Santa Maria di Costantinopoli.

Fu il padre di Antonio (filosofo), Ascanio (linguista, umanista e grecista), Domizio (pittore) e Giulio (scultore).

## Biografia

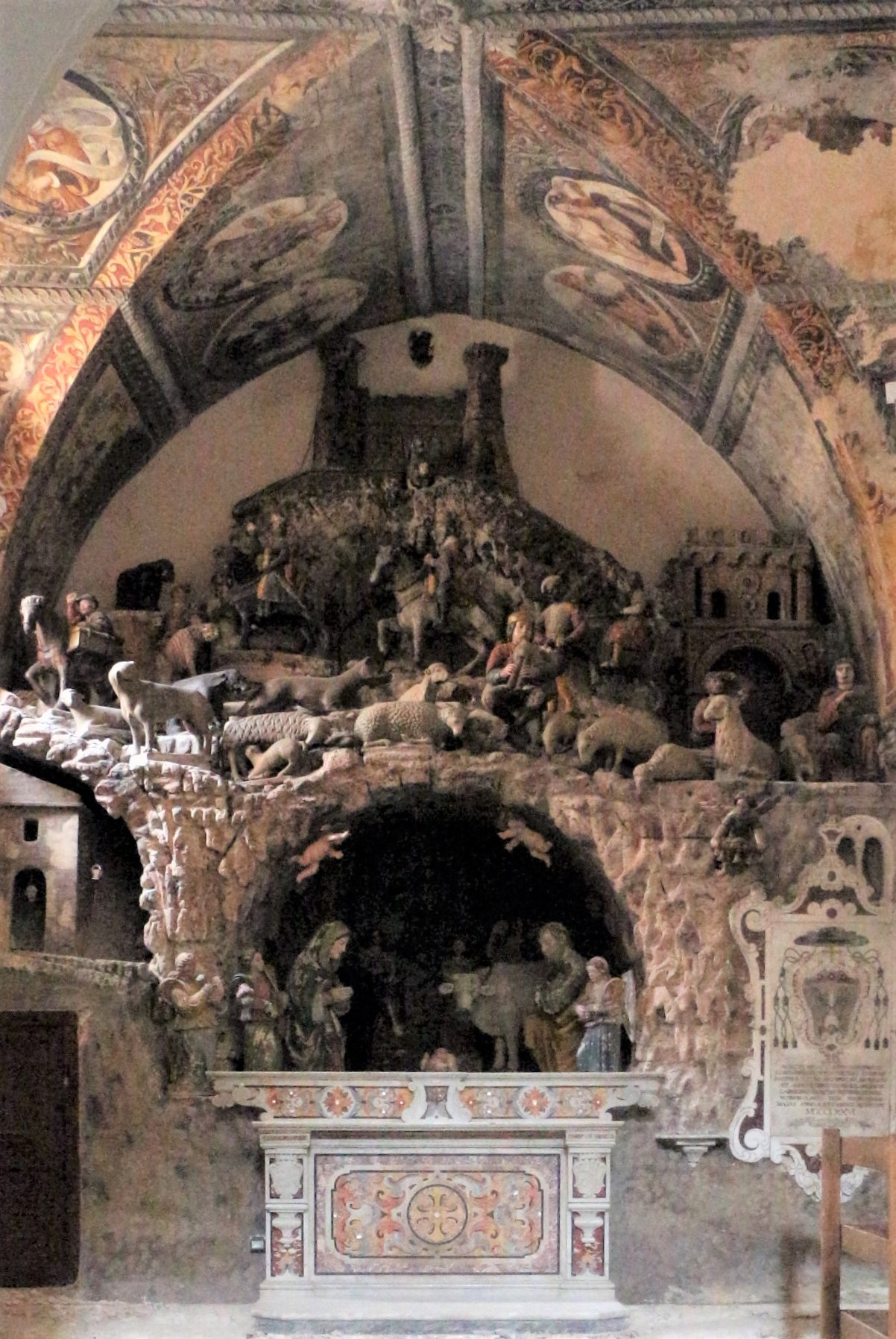
Presepe in pietra nella Cattedrale di Matera

Fu il capostipite di una famiglia di intellettuali lucani. Compì le prime opere nell'abbazia di San Michele Arcangelo di Montescaglioso. Dopo aver sposato Beatrice Goffredo appartenente ad una nobile famiglia materana si trasferisce a Matera dove realizza alcune delle sue opere più importanti, il presepe ed il dossale di un altare (1534) realizzati nella cattedrale.
Tra le sculture più importanti di Altobello vanno segnalate: il portale rinascimentale dell'abbazia di San Michele a Montescaglioso, il Crocifisso e la Vergine con san Giovanni nella chiesa di San Nicola a Lagonegro, la scultura di san Giuseppe e la Pietà nella lunetta di un portale della chiesa madre di Santa Maria Maggiore a Miglionico (forse però da riferire a Giulio), le sculture di san Pietro e san Paolo della chiesa matrice di Oppido Lucano, le sculture di Isabella e Federico d'Aragona della chiesa madre di Ferrandina, il presepe in pietra nella cripta della chiesa di Santa Maria Maggiore in Rabatana a Tursi.